# Funisciurus
Funisciurus es un género de roedores esciuromorfos de la familia Sciuridae conocidos comúnmente como ardillas listadas africanas. Son propios de África central y occidental.

## Especies
Se han descrito las siguientes especies:
- Funisciurus anerythrus
- Funisciurus bayonii
- Funisciurus carruthersi
- Funisciurus congicus
- Funisciurus isabella
- Funisciurus lemniscatus
- Funisciurus leucogenys
- Funisciurus pyrrhopus
- Funisciurus substriatus